# روسلان لیسنکو
روسلان لیسنکو (انگلیسی: Ruslan Lysenko؛ زادهٔ ۱۸ مهٔ ۱۹۷۶) ورزشکار ورزش دوگانه اهل اوکراین است. وی همچنین از ورزشکاران دوگانه در بازی‌های المپیک زمستانی ۱۹۹۸ تا ۲۰۰۶ بوده است. 